# Luigi Bolis
Luigi Bolis (Mapello, Bèrgam, 29 de juliol de 1839 - Gorlago, Bèrgam, 1 de setembre de 1905) fou un tenor italià.
Després d'un debut triomfal el 1864, es va convertir en una cantant d'òpera important en els teatres més importants d'Itàlia i Europa en la dècada de 1870.
Va crear els papers de Sveno a I Goti de Stefano Gobatti (1873), de Corrado of Wallenrod a I Lituani d'Amilcare Ponchielli (1874), Il mercante di Venezia de Ciro Pinsuti (1873), Gustavo Wasa per Filippo Marchetti (1875), i a Luce de Stefano Gobatti (1875). Va cantar tant al Teatro Costanzi de Roma, al Teatro Regio de Torí, i va ser l'intèrpret d'Aida de Giuseppe Verdi a La Scala de Milà entre 1873 i 1874. Després va cantar a altres llocs notables de tot Europa.
Luigi Bolis va començar com a baríton, però aviat es va convertir en tenor. El seu repertori inclou, entre d'altres, moltes obres de Giuseppe Verdi. S'adaptava fàcilment als diferents papers, però el seu terreny ideal eren les peces dramàtiques. Es va casar amb Maria Zappettini, bona soprano, amb la qual va tenir el fill Dante, al seu torn baríton. Dante es va casar amb la soprano Delfina Battaglia, germana de Linda Battaglia, mare del conegut historiador de l'art Roberto Longhi, i van tenir un fill, Luigi Bolis, que també fou tenor.
La Temporada 1878-1879 va cantar al Gran Teatre del Liceu de Barcelona. La carrera de Bolis va ser curta i intensa, es va retirar el 1879 amb només 39 anys a les ribes del riu Cherio en la seva esplèndida vila de Gorlago com a agricultor. Durant uns anys fou alcalde de la ciutat. Allí va morir l'1 de setembre de 1905, l'endemà de la mort del seu màxim rival, Francesco Tamagno.